# Meriania horrida
Meriania horrida är en tvåhjärtbladig växtart som beskrevs av C. Ulloa och Achá. Meriania horrida ingår i släktet Meriania och familjen Melastomataceae. Inga underarter finns listade i Catalogue of Life.